# جرد مراکشی
جرد مراکشی (نام علمی: Meriones grandis) نام یک گونه از زیرخانواده جربیل است.